# Dou Xian
Dòu Xiàn (chinesisch 窦宪, W.-G. Tou Hsien; * 50er; † 92) war das Oberhaupt der Dou-Familie, die zur Zeit der Kaiserin Dou in einen Machtkampf mit den Eunuchen der Östlichen Han-Dynastie verwickelt war. Er wurde bekannt für den Sieg über das nomadische Volk der Xiongnu.

## Leben
Im Jahre 88 beging Dou Xian ein Verbrechen, das die Kaiserinmutter Dou veranlasste, ihm mit der Hinrichtung zu drohen. Liu Chang, der Marquis von Duxiang, wurde von der Kaiserinmutter wegen seiner Intelligenz bevorzugt, und Dou Xian fürchtete, ihre Position könnte seine Macht schmälern. Darum ließ er ihn ermorden und machte ihren Bruder Liu Gang, den Marquis von Li, dafür verantwortlich. Einige Richter aber, die keine Furcht vor Dou Xian hatten, stellten Nachforschungen an und fanden den wahren Schuldigen heraus. Kaisermutter Dou war außer sich und ließ Dou Xian einsperren. Dou Xian bot ihr dann an, eine Armee gegen die nördlichen Xiongnu anzuführen, um sein Vergehen auszubügeln.
Kaiserinmutter Dou stimmte ihm zu, und Dou Xian schlug die Xiongnu 89 auf seinem Feldzug vernichtend. Nach diesem großen Sieg wurde er noch überheblicher, und Kaiserinmutter Dou gestand ihm dies zu. Dou Xian siegte 91 abermals über die Xiongnu und vernichtete ihre Stammesgemeinschaft. Danach dehnte er seine Macht in der Regierung aus, indem er alle Beamten einschüchterte und ihnen mit Degradierung oder sogar mit dem Tod drohte.
Im Jahr 92 fiel die Dou-Familie einem Staatsstreich zum Opfer. Die Einzelheiten sind unklar, aber es scheint, dass Kaiser He (vielleicht ermutigt von seinem Bruder, dem von den Dous abgesetzten ehemaligen Kronprinzen Qing, und dem Eunuchen Zheng Zhong) plötzlich den kaiserlichen Wachen Befehl gab, Dou Xians Spießgesellen festzunehmen und hinzurichten. Kaiser He schickte Dou Xian und seine Brüder in ihre Marken zurück und befahl ihnen anschließend (mit Ausnahme Dou Guis), Selbstmord zu begehen.